# Les Minijusticiers
 (septembre 2021).
- Si vous ne connaissez pas le sujet, laissez ce bandeau (vous pouvez alors contacter les auteurs).
- Si vous supprimez le contenu mis en cause (vous pouvez préalablement contacter les auteurs),

argumentez précisément cette suppression dans la page de discussion
(un manque de référence n'est pas un argument ; une recherche réelle de référence doit avoir été effectuée, être formellement documentée).
Les Minijusticiers est un livre pour la jeunesse écrit par Hélène Bruller et dessiné par Zep. L'idée originale du livre provient des carnets de croquis de Zep, comportant une multitude de petits personnages anthropomorphes qui ont inspiré ces histoires au tandem. La première parution date du 31 mars 2003. Le slogan du livre Petit défaut deviendra Superpouvoir, trouvé par Fabrice Le Jean, éditeur de ce premier livre publié chez Hachette Jeunesse, deviendra la trame du concept des épisodes lorsque le livre est adapté en série télévisée : A chaque épisode, un petit personnage anthropomorphe, souffrant d'un complexe qui le soumet aux moqueries, voit son défaut se muter en superpouvoir dont il se servira pour faire la justice dans un monde d'enfants. En fin d'épisode, découvrant l'importance des défauts pour parfaire la personnalité, le héros, n'ayant plus besoin de son pouvoir, redevient un enfant normal. Pour la saison 1, en collaboration avec leur productrice Gladys Morchoisne (productrice chez Futurikon à l'époque), Hélène Bruller rédige le concept de la série, Zep en a fait tous les dessins, la rédaction des épisodes étant ensuite confiée à des scénaristes supervisés par divers directeurs d'écriture selon les saisons de la série. Le directeur d'écriture officiel de la série est actuellement Sébastien Guérout, engagé en renfort sur la saison 3. Sébastien Guérout, en collaboration avec Hélène Bruller, restructure les épisodes pour que cette troisième saison retrouve l'esprit du livre, et devient alors l'unique directeur d'écriture de la série. Benjamin Farley et Antoine Furet ont composé la musique de la saison 3 des Minijusticiers.

## Adaptation en série animée
Les Minijusticiers ont été adaptés en série animée. La série a été diffusée en France à partir de 2008 sur les chaînes télévisées Télétoon et TF1 (dans l'émission TFOU), ainsi que sur Gulli et Filles TV. La série est, par la suite, adaptée en plusieurs DVD par Citel Vidéo dont le premier paraît le 4 mars 2009.
Chaque épisode dure 6 minutes et se termine généralement par un petit conseil lié au complexe précédemment exposé. Ces petits conseils tentent à viser la jeune génération concernant les défauts en leur expliquant que la seule façon d'être heureux est de les accepter.
Les surnoms des personnages commencent par le mot "super".

## Liste des personnages

### Les Défauts (Super-Héros)
Les défauts qui concernent cette adaptation sont notamment des défauts de personnalité et caractère, mais aussi physique.

### Les personnages des Saisons 1 et 2
- Igor : Un beagle à l’air un peu grincheux qui est tout le temps enrhumé et dont la morve verdâtre dégouline sans cesse. Les autres, dégoûtés par ce dernier, le surnomment « le morveux », « le maux du pif », « coule du nez », « l'usine à morve » ou « Igor la morve ». Igor est fou amoureux de Natacha la poussine, cependant celle-ci l'évite puisque étant maniaque de la propreté. Notons également que, dans un épisode de la Bande des Minijusticiers, Igor se met à rougir à la vue de Sophia. Le rêve d’Igor est de devenir pompier et de sauver des gens. Transformé en « Supersnurfl » il a le pouvoir de modeler sa morve autant qu'il veut pour lui donner la forme de bras par exemple. Il peut aussi grâce à elle se déplacer dans les airs un peu comme Spider-Man. Igor apparaît souvent aux côtés de Mireille au cours des épisodes, ils ont l'air plutôt amis (on apprend d'ailleurs qu'il lui a confié être amoureux de Natacha). Il apparaît dans le livre des Minijusticiers de 2003 et son prénom n'était pas mentionné.
- Olivier : Un chien de montagne des Pyrénées tellement discret et réservé qu'on en vient à l'oublier. Il porte tout le temps un bonnet cyan et un épais manteau. Olivier se transforme en « Superinvisible ». Comme ce nom l'indique, il devient un "homme invisible". Olivier est un garçon plutôt sympathique, il fait partie de ceux qui aident et soutiennent les autres victimes de leurs défauts. Il apprécie tout particulièrement Aïcha pour son authenticité. Il est aussi très ami avec P'tit Louis dont il prend la défense. Il apparaît dans le livre des Minijusticiers de 2003.
- Gaspard : Un chat à l’air désabusé qui sent très mauvais des pieds. Face à lui, tout le monde se bouche le nez dont Vanessa, sa propre grande sœur. Celle-ci a honte de lui et fait comme si elle ne le connaissait pas en public. Seul Igor le côtoie puisque ce dernier a toujours le nez bouché par sa morve. Quand Gaspard se change en « Superpudépié », il peut tout transformer en objet puant et/ou dégoûtant (une chaussette, une bouse de vache, etc.). On découvre dans la Bande des Minijusticiers que Gaspard est amoureux de Zoé. Ses sentiments sont apparemment réciproques. En effet, cette dernière est l'une des rares que l'odeur de ses pieds ne dérange pas. Il apparaît dans le livre des Minijusticiers de 2003. Avec sa sœur, ils ont tous les deux le même prénom que deux autres personnages : Gaspard, alias Superparfait (qui apparaît dans la saison 3) et Vanessa, la chienne verte, alias Supercheveuxenpétard.
- Jérôme : Un lapin qui dit toujours « oui » et ne sait pas dire « non ». Sa trop grande gentillesse fait qu'il se laisse aisément marcher sur les pieds. Non seulement par ses camarades, mais également par son grand frère et sa grande sœur, Francis et Roberta (qui a, au passage, le même prénom que Roberta, la chienne aux grands pieds) qui l'exploitent en l'obligeant à faire leurs corvées. Éliette est la seule de ses amis qui tente de l'entraîner à dire « non". Jérôme se change en « Superoui », il porte alors une casquette magique ; ainsi, à chaque fois qu'une personne lui demande de faire quelque chose et qu'il répond « oui », la personne s'exécute à sa place.
- Bertrand : Un tigre à casquette bleue qui a une voix de fausset (très aiguë). Tout le monde le surnomme « Bertie la fillette » et se moque de sa voix, alors qu'il chante plutôt bien. C'est le petit protégé de Flore, celle-ci prend sa défense contre les moqueries des autres. Transformé en « Supercriquitue », il arrive à dérégler la voix de son entourage en poussant un terrible hurlement. Dans la saison 3, il fait de la musique à chaque fois que le personnage principal récite un conseil à la fin des épisodes.
- Édouard-Charles-Alexandre : Un hérisson qui bégaie. Tout le monde le surnomme « Édouard-Charles-Alex » ou « Charlie la bafouille » pour faire plus court. Son problème de diction fait que personne ne l'écoute jamais jusqu'au bout, même lorsqu'on l'oblige à parler. Édouard-Charles-Alexandre possède une seule véritable amie Mireille, la pipelette. Bien qu'elle ne l'écoute pas tout le temps non plus, celle-ci apprécie sa compagnie et prend sa défense contre les moqueurs. Transformé en « Superlatchatche », il devient un incroyable rappeur. Il prend à son tour la défense des autres qui, comme lui, souffrent d'un défaut. On apprend dans d'autres épisodes que sa mère travaille dans un magasin de vêtements.
- Greg : Un cochon qui pète tout le temps. Il est surnommé par ses camarades « Monsieur Prout » ou « péteur fou » ou le « pétomane ». Il est amoureux de Monique mais il n'ose pas lui parler car il pète sans cesse face à elle. Changé en « Superprout », il parvient à bondir et voler dans les airs grâce à la force de ses pets ; en tant que membre de la Bande des Minijusticiers, il possède également une force hors du commun. Il apparaît dans le livre des Minijusticiers de 2003. Nathan est son meilleur ami dans les saisons 2 à 3.
- Yvon : Un wallaby aux yeux jaunes très petit, ce qui lui vaut un surnom de « l'accoudoir ». Il s'accompagne toujours d'un tabouret pour se hisser quand cela est nécessaire. Changé en « Supermini », il arrive à faire rétrécir ce qu'il veut en disant 3 fois le mot « petit ». Il est d'un naturel très gentil, et tente très souvent de rassurer et/ou de consoler ceux qui, comme lui, souffrent d'un défaut. Dans la Saison 2, Yvon est fou amoureux de Marion, la pleurnicharde et sa coéquipière de la Bande des Minijusticiers. Sa petite taille le rendant très vulnérable, Yvon se montre très susceptible. Son seul moyen de défense est le judo, un sport où il excelle.
- René : Un cochon qui attire toutes les catastrophes. Lui et Jean-Loup se ressemblent beaucoup et se comprennent un peu. Il se change en « Superchamboultou », sous cette forme, ses maladresses remettent tout en ordre au lieu de tout casser. Il a une petite sœur et un petit frère, Gus, qui est un vrai petit diable.
- Marie : Une lapine qui rougit si facilement qu'on l'appelle « Marie la tomate ». Complexée, elle tente de se maquiller pour cacher son visage tout rouge. Elle se transforme en « Supertomate » et arrive à tout re-colorier en se frottant le visage. Elle semble bien s'entendre avec de nombreux garçons tout au long de la série, dont Antonin, Édouard-Charles-Alexandre et Paco. Marie est amoureuse de Tony dans la saison 1 et de Max dans la saison 3.
- Éliette : Une vache souffrant d'une myopie sévère. Éliette est contrainte de porter de volumineuses lunettes qui lui valent le sobriquet peu flatteur de « binoclarde ». Privée de ses verres correcteurs, elle est totalement aveugle, ce qui en fait la cible des moqueries de ses camarades. Toutefois, ce handicap apparent se révèle être une véritable bénédiction lorsqu'elle revêt son alter ego, « Superlunettes ». Dotée d'une vision perçante, elle est capable de voir au-delà des apparences, traversant les murs et les objets avec une facilité déconcertante. Son pouvoir ne s'arrête pas là : elle peut également « imprimer » sur une feuille tout texte qu'elle parvient à déchiffrer grâce à sa super-vue. Intelligente et réfléchie, Éliette surprend souvent son entourage par son vocabulaire riche et précis, bien au-delà de ce que l'on attend d'une enfant de son âge. Son esprit logique et sa répartie vive font d'elle une redoutable adversaire dans les débats. Dotée d'un sens inné de la justice, elle excelle dans la résolution des conflits et guide la Bande des Minijusticiers, dont elle est la cheffe indiscutée. Malgré ses qualités intellectuelles, Éliette éprouve quelques difficultés dans les activités physiques. Son petit frère, Romain, et son amoureux, Richard (premier de la classe), complètent son cercle d'intimes. Créée en 2003, Éliette a connu quelques retouches esthétiques au cours de la deuxième saison de la série.
- Yoann : Un canard bourré de tics. Il semble être atteint du syndrome de Gilles de la Tourette. Il est secrètement amoureux de Carmen mais celle-ci, trop peste et arrogante, préfère le snober. Lui et Charlie semblent être assez amis. Yoann se transforme en Supertic et peut ainsi manipuler les gens autour de lui qui ne peuvent s'empêcher d'imiter ses tics.
- Monique : Une ânesse à queue-de-cheval blonde complexée par son appareil dentaire. Elle n'ose pas sourire de peur de le montrer. Seul Olivier la soutient. Elle se change en Superdendefer et possède le pouvoir de télékinésie grâce à son appareil. Greg est amoureux d'elle.
- Zoé : Une grenouille qui louche. Transformée en Superquilouche, elle est équipée de lunettes magiques capables de dédoubler n'importe quel(s) objet(s). Ses parents sont tous les deux fromagers, de ce fait, la mauvaise odeur de pieds de Gaspard ne la dérange pas et ils peuvent être amoureux. Tout comme Ronaldo, Zoé est allergique au pollen qui lui donne les yeux rouges.
- Théo : Un crapaud boutonneux. Théo est fan d'arts martiaux et rêve de jouer dans un film. Il se change en Superboutonneux ; lorsqu'il perce un de ses boutons, le sébum qui en sort se change en espèce de bulle magique flottante capable d'emprisonner et déplacer ce qu'il souhaite.
- Tony : Un éléphant qui a les oreilles décollées. Ce défaut lui vaut le surnom assez ironique de « Dumbo ». Devenu Superfeuilledechou, il a le pouvoir d'entendre à des kilomètres tout ce qui se dit. Il apprend par ailleurs grâce à ce pouvoir que Marie le trouve mignon.
- Enrico : Un pinscher avec un énorme nez. Il est donc secrètement amoureux de Flore. Il se change en « Supergropif » ; son nez parvient alors à projeter des jets d'airs aussi puissants qu'un ouragan. Ce pouvoir lui permet également de se déplacer dans les airs à la manière d'un jet-pack.
- P'tit Louis : Une souris dont la faiblesse des muscles cause des problèmes. Étant très faible et de nature incroyablement gentille, P'tit Louis fait preuve à de nombreuses reprises de soutien et de compassion envers ses camarades souffrant d'un défaut. Il se change en Superfort et gagne ainsi une force herculéenne grâce à ses gants de boxe. Il est aussi très bon joueur dans l'âme. Dans les premiers épisodes de la série, il se fait surtout racketter Par Sacha, Ou Encore son goûter par Lucien. Il apparaît dans le livre des Minijusticiers de 2003 sous le nom de "Petit Louis" et il a un père nommé Alexis.
- Jean-Loup : Un hippopotame obèse. Son rêve est de devenir cosmonaute et voyager dans les étoiles. Son meilleur ami est Martin, le canard anorexique. Il se change en Supergros mais, paradoxalement, devient, sous cette forme, aussi léger qu'un ballon de baudruche. Il apparaît dans le livre des Minijusticiers de 2003 et son prénom n'était pas mentionné.
- Timon : Un castor qui met toujours son doigt dans le nez. Lorsqu'il se change en Superdoidanlenez, il réussit tout ce qu'il entreprend… les doigts dans le nez !
- Jean-Louis : Un panda qui est une vraie tête en l'air. Il a toujours la tête dans les nuages et oublie tout en quelques instants. Ses parents sont séparés (bien qu'ils habitent à nouveau ensemble d'après un épisode de la Bande des Minijusticiers). Jean-Louis doit donc jongler entre la maison de père et de sa mère, ce qui le rend d'autant plus distrait. Transformé en Superpasdetête, sa tête se décolle et flotte au-dessus son corps à plusieurs mètres de haut à la manière d'un spectre. Il apparaît dans le livre des Minijusticiers de 2003 sous le nom "Superpadetête".
- Pablo : Un merle responsable d'un « micro-trottoir » mais qui a très mauvaise haleine. Il a beau se brosser les dents plusieurs fois par jour et changer régulièrement de brosse à dents, rien n'y fait. La seule solution trouvée par Jean-Loup l'hippopotame est de lui donner un chewing-gum à la menthe. Pablo se change en Superpuedubec, son haleine devient tellement fraîche qu'elle peut tout geler en quelques instants.
- Jimmy : Jimmy est un primate hyperactif, facétieux et souvent sarcastique. Il incarne le bouffon de la classe, prenant plaisir à tourner en dérision ses camarades dans l'espoir de susciter l'attention. Ses plaisanteries, cependant, sont généralement jugées grossières et déplacées. En effet, il se livre, en compagnie de Carmen, à des moqueries récurrentes sur les défauts physiques ou comportementaux de ses condisciples. Néanmoins, contrairement à Antonin, Axel, Lucien, Carmen, Henri, Gros-Loup et leur clique animée par une pure méchanceté, Jimmy semble agir par pur esprit badin, sans mesurer pleinement l'impact de ses paroles, bien qu'il ne soit pas rare qu'il franchisse les limites de la bonne plaisanterie. Au cours de ses aventures, il se métamorphose en superfarceur, doté du pouvoir de provoquer le rire, quelle que soit la situation. Il entretient des liens privilégiés avec Vanessa, la canine. Ce personnage, sans conteste le plus récurrent de la série, est présent dans la quasi-totalité des épisodes.
- Martin : Un canard anorexique, si mince qu'il est obligé d'emprunter les vêtements de son petit frère. Changé en Superfildefer, il devient aussi fin et maigre que du papier. Il peut également se transformer en une espèce de "tapis volant". Martin rêve de devenir prof de gym plus tard. Son meilleur ami est Jean-Loup le gros hippopotame.
- Sophia : Une cochonne qui est toujours en retard. Sophia n'a aucune notion de la ponctualité et est toujours obligée de se préparer à la dernière minute. Elle se transforme en Superalabourre et acquiert le pouvoir de remonter le temps grâce à sa montre magique.
- Simon : Un chihuahua à l'air malheureux qui a toujours froid. Changé en Superfrileux, il arrive à faire augmenter sa température corporelle jusqu'à faire fondre la glace.
- Jeannot : Un tigre très froussard. On le surnomme "Jeannot la trouille". Lorsqu'il se change en Superlatrouille, il a la capacité de se transformer en monstre à chaque fois qu'il dit "BOUH !".
- Roberta : Une dobermann bleue qui chausse du 56. Elle ne trouve jamais de chaussures à son pied dans les magasins. Sa taille de pied et sa maladresse fait qu'elle réussit pas mal de croche-pieds sans faire exprès. Camille remarque son malaise et se montre assez gentille avec elle. Roberta se transforme en Supergranpied et a le pouvoir de léviter légèrement dans les airs : elle peut se déplacer à très grande vitesse "comme si elle surfait sur l'air". On apprend dans un épisode de la Bande des Minijusticiers qu'elle est secrètement amoureuse de Nathan. Elle porte le même prénom que la grande sœur de Jérôme.
- Amandine : Une lapine grise grande et mince mais qui se colle à tout le monde. Détestant être seule, Amandine n'arrête pas de s'incruster dans un groupe ou de violer l'intimité d'untel. Cette sale habitude n'est pas très appréciée par ses camarades qui l'évitent au maximum malgré le fait qu'elle soit en réalité plutôt sympa. Amandine se transforme en Superpotdecolle et à la capacité d'éjecter de ses mains une espèce de substance rose, ressemblant à du chewing-gum, très collante. Dans un épisode de la Bande des Minijusticiers, on apprend qu'elle est la voisine de palier de Richard.
- Arthur : Un raton-laveur incroyablement lent. Il est l'exact opposé de Stéphane. Il se change en Supermou et devient aussi mou et élastique que de la guimauve (un peu comme Nathan). Il peut par exemple, sous cette forme, se faufiler dans un trou de souris ou bien modeler son corps comme bon lui semble. Arthur est élu délégué de classe par ses camarades dans un épisode de la Bande des Minijusticiers. Sa phrase favorite est "ça va, y'a pas le feu !". Il apparaît dans le livre des Minijusticiers de 2003.
- Antonin : Un Maine coon très maladroit de ses mains. Il rêve de devenir magicien pour impressionner Camille dont il est amoureux, mais sa maladresse fait qu'il rate chacun de ses tours. De plus, Camille ne semble pas trop se préoccuper de lui. Seule Eva et Marie sont convaincues qu'il deviendra un très bon prestidigitateur un jour. Le rêve d'Antonin se réalise lorsqu'il se transforme en Superdeuxmainsgauches, il devient alors très habile. Lui, Axel et Jimmy semblent assez copains dans certains épisodes, surtout lorsqu'il s'agit de faire des bêtises. Dans un épisode de la Bande des Minijusticiers, on apprend que le père d'Antonin travaille à la centrale électrique et est passionné par les bateaux. Il fait partie des personnages qui ont 2 épisodes : un dans la saison 1 sous le nom "Superdeuxmainsgauches", et un autre dans la saison 3 sous le nom "Supermaladroit".
- Vanessa : Une caniche vert qui a les cheveux en pétard. Elle se fait nommer la balayette. C'est un vrai garçon manqué, elle aime les sports de l'extrême comme le skate. À noter qu'elle a une certaine attirance pour Jimmy. Transformée en Supercheveuxenpétard, elle arrive à faire pousser et coiffer les cheveux des autres en disant le mot "pousse". Elle a le même prénom que la grande sœur de Gaspard (Superpudépié).
- Rémi : Une souris brune cafteur. C'est le rapporteur officiel de la classe, il ne peut s'empêcher de dénoncer les bêtises que font les autres à la maîtresse mais parfois aussi à d'autres camarades concernés. Tous ses camarades le détestent à l'exception de Greg qui est son seul ami. Rémi se change en Supercafteur ; il peut alors se dénoncer à la place des autres sans craindre d'être disputé ou puni puisqu'il se fait toujours pardonner.
- Mireille : Une souris qui est très bavarde et saoule son entourage. Il lui arrive même de parler dans son sommeil. Transformée en Superpiplette, une plume magique sortie de nulle part réécrit tout ce qu'elle dit sur une feuille. Mireille a un petit béguin pour Charlie qui est l'un des rares à l'écouter un peu. Elle apparaît souvent en même temps qu'Igor dans la série, ils ont l'air d'assez bien s'entendre. (note : la tête de Mireille ressemble quelque peu à celle de Mickey Mouse)
- Nikos : Un veau égoïste et radin qui ne prête jamais rien à personne. Lui et Lucien sont voisins et amis bien que Nikos refuse de lui donner la moindre sucrerie. Nikos se change en Superapiat, il est alors équipé d'un blouson magique dont les poches se remplissent 2 fois plus que ce qu'il donne.
- Rick : Un canard bleuté qui a sans cesse le hoquet. Transformé en Superhoquet, il a le pouvoir d'arrêter le temps quelques instants lorsqu'il hoquette.
- Bob : Un colibri souffrant de vertige. Éloigné du sol de quelques centimètres le met dans tous ses états. Il ne supporte pas les manèges. Éliette tente à plusieurs reprises de l'aider à affronter sa peur. Bob se change en Supervertige, il porte ainsi une combinaison de ninja collante qui lui permet de s'accrocher solidement aux parois à la manière de Spider-Man. Il est amoureux de Vanessa. Il sera l'un des rares personnages de la série à ne pas réussir à vaincre sa peur à la fin de l'épisode.
- Loïs : Un corbeau ronchon et grincheux qui n'aime rien. Sa phrase fétiche : "Moi j'aime pas…". Son attitude grincheuse fait qu'il n'a pas d'amis. Loïs se change en Superjaimepas (à ne pas confondre avec "Superjemaimepas"), sous cette forme, tout ce qu'il n'aime pas disparaît purement et simplement.
- Lucien : Un ours brun qui mange tout le temps et qui se moque des gens qui ont des défauts avec Jimmy, Axel, Antonin, Carmen, Riton/Henri, Gros-Loup et sa bande. Lors des premiers épisodes, il agit parfois en vraie brute, on le voit par exemple taxer les autres de leurs goûters. Mais au fil du temps, il démontre davantage de gentillesse. Transformé en Supergoulu, il rend tout ce qu'il touche comestible. Il fait partie des personnages qui ont 2 épisodes : un dans la saison 1 sous le nom "Supergoulu", et un autre dans la saison 3 sous le nom "Supermangemal".
- Rock : Un cormoran à l'air mélancolique qui mesure plus de 2 mètres. Sa grande taille lui vaut le surnom d'"asperge". Il se change en Supergrand et, de la même manière qu'Yvon, peut agrandir tout ce qu'il veut en disant 3 fois le mot "grand". Rock est très fort en sport, notamment en basket, grâce à sa taille. Son rêve est de devenir basketteur professionnel.
- Axel : Un lion qui cherche sans cesse à faire son intéressant. On le voit souvent avec une énorme paire de lunettes noires et une dégaine de motard. Axel et Amandine semblent assez amis. Celle-ci affirme l'aimer comme il est. Axel se transforme en Superlafrime, avec son pouvoir, tout ce qu'il veut arrive. Tous ceux qui l'entoure l'adulent alors comme une star. Il lui arrive de se moquer des défauts de ses camarades aux côtés de Jimmy, Antonin, Lucien, Carmen, Riton/Henri, Gros-Loup et sa bande. Il fait partie des personnages qui ont 2 épisodes : un dans la saison 1 sous le nom "Superlafrime", et un autre dans la saison 3 sous le nom "Superfaitsastar".
- Margot : Une zèbre qui a des poux. Elle se change en Superteteapoux et devient une vraie dresseuse de poux. Dans un épisode de la Bande des Minijusticiers, elle est attaquée par des puces venant du zoo.
- Roger : Un crapaud plutôt lent qui a toujours des « coups de mous » et dort très souvent. Transformé en Superlapatate, il démontre, à l'inverse, beaucoup d'énergie.
- Éva : Une gazelle écologique qui veut protéger la nature. Cependant, elle n'arrive pas à sensibiliser ses camarades, bien au contraire. Son caractère quelque peu agressif la pousse à utiliser de mauvaises méthodes pour empêcher les autres de polluer. Transformée en Superécolo, elle possède le pouvoir de faire pousser les végétaux en une seconde à partir de graines. Elle ignore les sentiments de Malo à son égard. Dans un des épisodes de la Bande des Minijusticiers, on apprend qu'elle possède une mygale et un chien nommés Praline.
- Pierre : Un basset hound brun et noir qui a peur de l'eau. Une simple flaque l'effraye. Pierre est le seul de sa classe à ne pas encore savoir nager, il porte des brassards. Ses camarades se moquent de lui et le traitent de bébé sauf Natacha qui prend sa défense. Pierre se change en Supercoulapic, il possède alors le pouvoir de respirer sous l'eau et se met à nager comme un dauphin, ce qui lui permet de sauver la vie d'Axel.
- Henri/Riton : Un requin blanc méchant qui est sans cœur avec ses camarades, et qui prend plaisir à les martyriser. Il n'hésite pas à provoquer plus fort que lui. Il semble intégrer petit à petit la bande à Gros-Loup. Henri apparaît en tant que nouvel élève dans la série. Changé en Supergentil, il ne peut s'empêcher d'être gentil avec les autres lorsque son cœur se met à battre. C'est le seul personnage de la série à avoir obtenu son pouvoir alors qu'il était non seulement parfaitement conscient de son défaut mais également fier du mal qu'il faisait, et qui par conséquent n'a pas été content d'être doté de cette capacité. Bien que ce ne soit pas le seul auquel le pouvoir a fini par faire défaut, on peut plutôt voir le fait qu'il en ait eu un comme une leçon et non pas une aide, comme c'est le cas pour les autres personnages.
- Joséphine : Cette lapine, affectée d'une bégaiement qui la contraint à prononcer son patronyme en le déformant (« Zozéphine » au lieu de « Joséphine »), constitue un cas singulier. Dotée de pouvoirs inattendus, elle est capable, par une simple onomatopée répétée (« zozote »), de sectionner tout objet. Cette aptitude extraordinaire, associée à son trouble de l'élocution, en fait un personnage hors du commun. Les liens d'amitié qu'elle entretient avec Édouard-Charles-Alexandre, dont le discours est également marqué par des difficultés d'articulation, témoignent d'une complicité fondée sur une expérience partagée. Par ailleurs, ses rapports avec un certain Ronaldo semblent étroits, bien que la nature exacte de cette relation ne soit pas précisée.
- Romain : Un ornithorynque qui n'arrête pas de se salir au grand dam de sa mère. Lorsqu'il est transformé en Supercrado, il a le pouvoir d'effacer toutes les taches.
- Marion : Une petite canarde verte qui pleure tout le temps. Changée en Superpleurnicharde, ses larmes se changent en nuages de pluie ou d'autre chose en fonction de ses humeurs. Elle fait partie de la Bande des Minijusticiers. Elle semble d'ailleurs avoir une certaine tendresse pour Yvon. On apprend dans un des épisodes qu'elle possédait autrefois un "poisson rose" nommé Hector qu'elle adorait.
- Carmen : Une souris bleue marquée par une suffisance exacerbée et une langue particulièrement venimeuse, contraste vivement avec celui de sa sœur cadette, Caroline, dont la douceur est proverbial. Cette tendance à la médisance prend une dimension lorsqu'elle se mue en Superlanguedevipère : ses paroles acerbes et insultantes se matérialisent alors dans le monde réel, témoignant d'un pouvoir des mots destructeur. Si Carmen apparaît souvent comme une jeune fille hautaine et désagréable, notamment lorsqu'elle se livre, en compagnie de Jimmy, à des railleries acerbes à l'encontre de ses camarades, des épisodes plus intimes révèlent une certaine vulnérabilité qu'elle s'efforce de dissimuler. L'étude de son passé apporte un éclairage supplémentaire sur sa personnalité. En effet, il est révélé que Carmen avait déjà manifesté, dès son plus jeune âge, une propension à l'agressivité verbale, se livrant à des insultes envers les autres enfants à la crèche. Enfin, Carmen est l'un des personnages les plus récurrents de la série, sa présence étant quasi constante d'un épisode à l'autre.
- Isabelle : Une chatte en fauteuil roulant. Son rêve est de pouvoir jouer au football malgré son handicap. Elle semble agacée par les nombreux soins que lui prodiguent ses camarades et leur reproche de ne pas lui faire suffisamment confiance. Changée en Superoulette, elle peut se téléporter où elle veut en pensant à un lieu. Dans un épisode de la Bande des Minijusticiers, on apprend que lorsqu'elle commence un défi, elle ne s'arrête plus.
- Malo : Un dauphin flemmard. Reconnaissable à son bonnet péruvien, Malo est ce que l'on appelle un gros fainéant qui préfère laisser les autres travailler à sa place. C'est le dernier de la classe. Il est secrètement amoureux d'Eva mais celle-ci ne supporte pas sa fainéantise. Malo se transforme en Superlaflemme et possède sous cette forme le pouvoir de déplacer les objets en baillant. Il déçoit Éva lorsqu'elle apprend que c'est lui qui faisait voler les déchets.
- Enzo : Un blaireau fayot. Changé en Superfayot, il porte une casquette orange magique sur la tête. Celle-ci le fait devenir un vrai garnement tournée à l'envers, mais très souvent contre sa volonté. À la fin de son épisode, il a aidé Jean-Louie pour réussir un examen, et après cela, ils sont devenus de bons amis, auparavant, Jean-Louis avait échoué à cause de lui, mais en l’aidant à passer, il a rectifié son erreur.
- Natacha : Une petite poussine maniaque de la propreté. On la reconnaît à sa robe rose et son chapeau blanc marin. Elle se lave sans cesse les mains pour se débarrasser des microbes. Transformée en Superpropre elle arrive à faire apparaître des espèces de bulles de savon protectrices et nettoyantes grâce à son spray magique. On remarquera que Natacha peut être parfois particulièrement autoritaire. Elle et Raoul se voient obligés de cohabiter ensemble dans un épisode de la Bande des Minijusticiers. Elle apparaît dans le livre des Minijusticiers de 2003 avec des vêtements différents.
- Jade : Une cochonne qui est en permanence jalouse, de tout et de tout le monde. Elle se démarque par ses cheveux roux et son maquillage au niveau des yeux. Elle a le béguin pour plusieurs garçons dont Édouard-Charles-Alexandre, ou encore Enrico et Olivier et ne supporte pas que d'autres filles qu'elle les approchent. Mais d'une manière générale, Jade est une grande envieuse. Elle lorgne toujours ce que les autres ont de plus qu'elle. Jade se change en Superjalouse. Son pouvoir est semblable à celui d'un aimant ; elle peut attirer les objets des autres avec ses mains, mais ne peut s'en détacher. Dans un épisode de la Bande des Minijusticiers on la voit folle de jalousie contre la nouvelle fiancée de son père, Géraldine. On apprend dans un autre épisode dans la Bande des Minijusticiers qu'elle est jalouse de la Bande des Minijusticiers et fait une équipe avec Axel, Jimmy, Manu et Étienne pour qu'Édouard-Charles-Alex s'intéresse plus à elle.
- Aïcha : Une girafe qui se trouve laide, bien que son manque de confiance en elle soit son véritable défaut. Elle remarque à peine la tendresse que lui porte Olivier. Transformée en Superjemaimepas, elle a le pouvoir de se dessiner et se transformer comme elle veut. Elle peut donc ainsi changer d'apparence physique à volonté. (à ne pas confondre avec Superjaimepas)
- Manu : Un crapaud qui copie tout le monde dans tous les sens du terme : Il achète les mêmes affaires qu'untel ou imite les gestes d'un autre. Cette mauvaise habitude a tendance à agacer son entourage à cause de Jimmy, Axel et Dino. Seul Nathan tente de se montrer compréhensif envers lui. Tous les deux semblent assez amis. Manu se transforme en Supertoutpareil. Il possède alors le pouvoir d'échanger de corps avec ceux à qui il fait un "tape là". Il en profite pour se métamorphoser en Gros-Loup pour que la maîtresse le punisse.
- Gérard : Une sorte d'oiseau qui transpire énormément. Il se change en Superlasueur et parvient ainsi à faire jaillir des jets d'eau (ou plutôt de sueur) de ses mains Et Jouir D'eau Contre Gros-Loup, Dédé, Dino, Martin Et Timon. Il est très grand ami avec Yvon.
- Lily : Une chèvre blanche qui est une véritable peste démoniaque. Elle s'énerve de façon démesurée lorsqu'elle n'a pas ce qu'elle veut, est sadique, mauvaise, odieuse, cruelle, manipulatrice, capricieuse, vole ce qui ne lui appartient pas, se réjouit du malheur des autres et se défend de toute responsabilité. Son attitude insupportable lui vaut d'être très souvent mise au coin par la maîtresse. Lily se transforme en Superchipie, elle prend alors l'apparence invisible d'une petite diablesse armée d'une fourche qui lui permet d'engendrer la discorde et la zizanie.
- Raoul : Un Grabouillon brun très désordonné. Cette mauvaise habitude fait qu'il a tendance à tout perdre faute de ne pas pouvoir retrouver ce qu'il cherche. Lorsqu'il se change en Superbazar, il lui suffit de frapper des mains pour tout ranger à la manière de Mary Poppins.
- Pépito : Un loup brun qui postillonne beaucoup. Il postillonne tellement que tout le monde ouvre un parapluie face à lui. "Quand Pepito bafouille, c'est la fête à la grenouille" disent ses camarades avant de le fuir. Roger est le seul à rester un peu avec lui, bien que lui aussi soit dérangé par ses postillons. Transformé en Superpostillon, Pépito devient une espèce de passe-muraille, il arrive en effet à faire des trous dans les murs grâce à ses postillons. Néanmoins ces trous sont temporaires et se rebouchent automatiquement au bout de 3 secondes. Son pouvoir se réalise grâce à la phrase "Quand Pépito postillonne, Pépito passe !".
- Léone : Une cocker spaniel qui n'ose jamais rien. Elle se change en Superjosepa et trouve ainsi le courage de tout dire voire d'être cassante. Elle est amoureuse de Jérôme le lapin.
- Richard : Un âne premier de la classe dans toute sa splendeur. C'est un élève modèle qui a toujours de bonnes notes bien qu'il pense à chaque fois avoir raté ses contrôles. Voilà pourquoi il refuse en général d'aider les autres. En réalité, sa modestie et son manque de confiance en lui passent pour de la prétention (on le surnomme "l'intello"). Pour toutes ces raisons, il se laisse facilement exploiter par les gros bras de la bande à Gros-Loup qui n'hésitent pas à copier sur lui. Richard devient Superpremierdelaclasse, il possède alors le pouvoir de tout calculer et donc de tout anticiper. Il porte par ailleurs un haut de forme duquel "s'échappent" ses équations. Éliette, qui est aussi brillante que lui, est amoureuse de lui. Dans un épisode de la Bande des Minijusticiers on apprend qu'il est le voisin de palier d'Amandine.
- Fernand : Un rhinocéros noir à lunettes qui est le petit Frère de Rhino, ami de Gros-Loup et sa bande, qui croit tout ce qu'on lui dit. Sa crédulité lui vaut les farces et les moqueries de ses camarades. Il se transforme en Superjecroistout ; sous cette forme, tout ce qu'il croit devient réalité. Il semble assez lié avec Margot, la zèbre et aime écouter les histoires de Georges.
- Camille : Une canarde jaune trop curieuse. Coiffée de sa cagoule violette fétiche, elle ne peut pas s'empêcher d'écouter aux portes ou de regarder dans le cartable des autres. Elle se transforme en Supercurieuse. Elle a ainsi le pouvoir de savoir ce qu'elle souhaite sur qui elle veut, notamment les secrets les plus intimes des autres qui se révèlent dans le creux de sa main. Dans un épisode de la Bande des Minijusticiers, elle apprend qu'elle deviendra grande sœur de faux jumeaux.
- David/Davy : Un chimpanzé blond accro aux jeux vidéo. Absorbé par sa console qu'il ne quitte jamais, Davy vit totalement en dehors de la réalité. Son addiction le rend assez irritable. Comme Mathias, il déteste par exemple qu'on le déconcentre en pleine partie. Pour cette raison, ses camarades préfèrent le laisser de côté, aussi Davy ne joue presque jamais avec les autres. Être séparé quelques instants de sa console le met dans un état assez inquiétant. Il se change en Superjeuvideo et acquiert le pouvoir de transformer la réalité en une espèce de jeu vidéo. Dans un des épisodes de la Bande des Minijusticiers, il accuse injustement Marion d'avoir triché à une course de kart.
- Céline : Une petite chauve-souris coiffée d'un nœud rose qui a peur du noir et de tous les endroits légèrement sombres. Elle dort d'ailleurs avec une centaine de veilleuses autour d'elle. Céline se change en Superpeurdunoir, elle est ainsi équipée d'une combinaison spéciale avec des lunettes infrarouges lui permettant de voir dans le noir.
- Géraldine : Une écureuil qui a des grandes dents. Elle aimerait savoir jouer d'un instrument mais ses dents posent un réel problème. Changée en Superdentdelapin, elle a le pouvoir de sculpter ce qu'elle souhaite grâce à ses dents.
- Mathias : Un dalmatien très mauvais joueur. Chaque fois qu'il perd, il reporte la faute sur n'importe quel prétexte ce qui a pour effet d'agacer ses camarades. P'tit Louis est le seul qui accepte de jouer avec lui, qu'il perde ou qu'il gagne. Transformé en Supermauvaisjoueur, Mathias gagne à tous les jeux quoi qu'il fasse. Ce pouvoir lui permet de remporter tous ses paris mais agace toujours autant ses camarades, sauf P'tit Louis.
- Georges : Un canard jaune à lunettes qui raconte tout le temps des bobards. Il traîne souvent avec son meilleur ami, Fernand, le rhinocéros. Ce dernier, d'un naturel très naïf, est en effet le seul à croire ses mensonges. Georges lui fait, par exemple, croire que ses parents sont exceptionnels et qu'il vit dans une maison extraordinaire. Lorsqu'il se transforme en Superbobard, tous ses bobards deviennent réalité.
- Stéphane : Un bull terrier surexcité. Il est tout le temps très agité, se déplace en courant et est particulièrement impatient. Il fait d'ailleurs souvent des faux départs en sport. Son apparence laisse supposer un certain lien de parenté avec Dédé le pitbull, ainsi que la façon plutôt familière dont il agit avec lui. Stéphane fait partie d'un groupe de rock aux côtés de Bertrand, Zoé et Martin. Il joue de la batterie mais a tendance à tout le temps trop accélérer ce qui perturbe le rythme du groupe. Seul Yvon essaye de le consoler un peu. Stéphane se transforme en Supertrovite. Il a alors le pouvoir de ralentir tout ce qu'il veut en envoyant des ondes magiques avec ses mains. Sa petite sœur est aussi excitée et pleine d'énergie que lui.
- Étienne : Un canard narcissique et égoïste au bec mauve qui dit toujours "moi". Étienne a tendance à se prendre pour le centre du monde, il critique les autres avec un certain mépris. Il se change en Supermoi et possède le pouvoir de transformer n'importe qui en lui grâce à sa baguette de roi. Ses « clones » se démarquent par le chiffre inscrit sur leur t-shirt. On apprend dans un épisode de la Bande des Minijusticiers qu'Étienne a une grande sœur, Hannah, experte en patinage artistique.
- Paco : Un guépard brun à tâche de rousseur casse-cou qui n'a pas froid aux yeux. Il n'a aucune notion de la sécurité routière et est considéré comme un vrai danger public. Transformé en Supercassecou, il devient une sorte d'« homme ballon » capable de rebondir sur tout et n'importe quoi sans se faire mal. Il semble légèrement apprécier Marie. (À noter que la forme de sa tête ressemble à celle de « Titeuf ») Il apparaît dans le livre des Minijusticiers de 2003 avec un costume différent, sous le nom « Superplaft » et son prénom n'était pas mentionné.
- Flore : Une truie préoccupée par son look. Facilement reconnaissable à sa mèche violette, on la voit souvent aux côtés de Carmen. Transformée en « Superalamode », elle a le pouvoir de changer de tenue à volonté. Elle est secrètement amoureuse d'Enrico qui est surnommé pour cette raison « son beau et tendre Enrico ». Bien que Flore se moque assez souvent des défauts des autres, elle démontre toujours au fond une certaine gentillesse, notamment dans les premiers épisodes. Elle apparaît dans le livre des Minijusticiers de 2003 avec un aspect physique différent et des vêtements différents.
- Ronaldo : Un hérisson à mèches bleues allergique au pollen. Il a le nez très sensible et éternue sans cesse. Il a toujours un mouchoir dans une main et un spray pour la gorge dans l'autre. Changé en Superatchoum, ses éternuements se transforment en mini-tornades ravageuses qu'il peut contrôler. Lui et Joséphine ont l'air assez proches.
- Nathan : Un canard assez maladroit surnommé le « champion de la gamelle » qui tombe tout le temps et qui déteste ça. Lui et Paco le casse-cou sont les meilleurs amis du monde malgré leur état d'esprit différent. Il se transforme en Supergadin et devient une sorte d'homme élastique insensible à la douleur. Il est membre de la Bande des Minijusticiers. Dans la spéciale d'une demi-heure et la deuxième saison, il avait une conception de costume très différente et beaucoup plus légère que dans la première saison. Son meilleur ami devient Greg dans la Saison 2. On remarque que la couleur de son bonnet varie du bleu au vert dans certains épisodes. Il apparaît dans le livre des Minijusticiers de 2003 sous le nom "Supercassepipe" et son prénom n'était pas mentionné.
- Blaise : Un koala pacifique. Il est aussi grand et fort que Dino et Sacha mais, contrairement à ces derniers, se refuse à utiliser la violence. Son attitude est interprétée comme de la lâcheté. Il s'occupe d'Isabelle, la chatte en fauteuil roulant. Celle-ci tente de le convaincre de ne plus se laisser faire, et se battre... en vain. Changé en Superpacifique, Blaise porte une tenue de hippie et est capable de régler tous les conflits et rendre les gens gentils en soufflant des bulles magiques en forme de cœur. D'après un épisode de la Bande des Minijusticiers, son père travaille dans un magasin de pâtisseries.
- Mona : Une louve grise qui n'a jamais de chance. Sa seule présence engendre la malchance autour d'elle, de ce fait, les autres n'aiment pas beaucoup traîner avec elle. Elle est amoureuse de Paco, qui contrairement à ses camarades, n'est pas superstitieux. Elle se change en Superlapoisse et arrive à voler la chance des autres, Elle Vole La Chance De Jimmy, Carmen et Antonin. Dans un épisode de la Bande des Minijusticiers, Mona est chargée d'allumer la flamme d'une sorte de jeux olympiques.

Divers gentils (sans défauts) : Un koala bleu avec une chemise vert pâle, et une grenouille vert pâle aux yeux bleus, dont on ne connaît pas les noms.

### Les personnages de la Saison 3
- Zaza : Une vache brune très colérique. Elle s'énerve pour un rien et pique des crises dès que quelque chose la contrarie, ce qui finit par agacer ses amis de l'équipe Brico, avec qui elle tente de battre le record de la plus haute tour de briques, lorsqu'elle fait s'écrouler leur construction. Rejetée par ses amis, elle devient Supercolérique et peut envoyer des ondes sismiques et créer un tremblement de terre ou une crevasse.
- Julio : Un rhinocéros qui a d'énormes fesses. De ce fait, il est souvent gêné par son popotin au quotidien. Il se transforme en Supergropopotin et ses fesses deviennent rebondissantes comme un ballon.
- Louise : Une chatte blanche qui n'arrive jamais à se décider. Louise hésite toujours entre deux choses… ou plus ! Elle porte par exemple deux chaussures différentes et hésite à être amoureuse d'Axel ou Édouard-Charles-Alexandre. En devenant Superjesaispaschoisir, elle peut se cloner et ainsi ne plus avoir à choisir.
- Goran : Un phoque qui fait pipi au lit chaque nuit. Il va tout le temps aux toilettes, ce qui est assez énervant à force pour son entourage. Mais quand Lucien, Natacha et Zoé se moquent de lui en découvrant qu'il est énurétique, il se change en Superpipiaulit et a la capacité de faire sortir un jet d'eau de son costume pour planer dans les airs.
- Laurana : Une paresseux qui passe son temps à demander aux autres de faire ce qu'elle n'arrive soi-disant pas à faire, comme lasser ses chaussures, éplucher une banane ou encore monter sa tente lors d'une veillée chez Nathan. Une attitude qui finit par exaspérer ses camarades qui l'éjectent de la soirée. Quand elle devient Superjyarrivepas, c'est son ombre qui fait tout ce qu'elle n'arrive pas à faire.
- Basile : Un cochon qui a tout le temps le nez sur sa tablette et qui en oublie le monde réel. En se changeant en Superconnecté, il se retrouve en possession d'une SuperTablette avec pleins d'applications utiles.
- Patrick : Un oiseau jaune extrêmement pudique qui garde tout le temps une épaisse doudoune, même l'été. En devenant Superpudique, il peut créer plein d'objets grâce à ses plumes.
- Capucine : Une castor rousse qui ronge sans cesse ses ongles à cause du stress. En devenant Superrongesesongles, elle peut fixer n'importe quel objet grâce à ses morceaux d'ongles, comme des fléchettes.
- Mélinda : Une pie qui vole ce qui ne lui appartient pas. Changée en Superchapardeuse, elle lui suffit de claquer des doigts pour avoir l'objet qu'elle veut.
- Sylvain : Un éléphant qui ne se soucie de rien, il prend tout à la légère, rien n'est grave pour lui. Mais ses amis ne voient pas les choses de la même façon et finissent par le lui reprocher et le laisser tout seul. En devenant Supercestpasgrave, il a le pouvoir de faire léviter les objets qui l'entourent simplement en les touchant.
- Icare : Un gecko vert qui est vraiment trop prudent, ce qui est finalement agaçant. Quand il se change en Superprudent, il possède une vision spéciale qui lui permet d'éviter tous les dangers.
- Anna : Une cocker spaniel qui n'a aucune patience. Elle se met parfois en danger à cause de ça, comme en traversant au feu rouge. Elle se change en Superimpatiente et peut accélérer le temps en tapant du pied.
- Nestor : Un chat bleu très maniaque qui range absolument tout, au millimètre près. Il range même les cartables de ses camarades. Il est ami avec Antonin. En devenant Supermaniaque, il a le pouvoir de tout ranger en se frottant le nez. Il a un assez bon sens de l'orientation.
- Nora : Une antilope blonde qui est toujours raide et n'a aucune souplesse. Elle devient alors Superraide et peut devenir extrêmement souple.
- Melvin : Un fourmilier terrifié par les insectes et autres petites bêtes. Il n'ose jamais aller au square à cause de sa peur. En devenant Superpeurdespetitesbêtes, il a le pouvoir de contrôler les insectes.
- Victoria : Une chèvre blanche très têtue, persuadée d'avoir toujours raison. Elle devient Supertêtue et a le pouvoir de faire apparaître des murs rien qu'en croisant les bras.
- Sandrine : Une oie brune qui appartient à une famille de fabricants de bretelles et est obligée d'en porter tous les jours. Cela lui vaut les moqueries de ses camarades, la traitant de ringarde. Elle se transforme en Superbretelles et peut étirer ses bretelles à l'infini et s'en servir comme un fouet ou un lasso.
- Marco : Un renard aux cheveux roux qui vit très mal sa couleur de cheveux, lui valant le surnom de "Poil de Carotte", et son entourage l'évite car "les roux portent malheur". En devenant Superroux, ses cheveux roux s'enflamment et il peut utiliser le feu à volonté.
- Azélice : Une gerbille blanche, très douée en beatbox mais trop timide pour le faire en public. Se savoir observée est une terreur pour elle. Elle devient Supertimide et obtient le pouvoir de se camoufler en prenant la couleur de n'importe quel objet qu'elle touche.
- Esther : Une raton-laveur asthmatique. Elle manque de souffle et peine lors d’activités qui l’obligent à avoir de l’endurance. La crise d’asthme n’est pas très loin, comme lorsqu’elle s’entraine pour la course de vélo de l’école qu’elle aimerait tellement gagner. Contrainte d’abandonner, Esther devient Superasthmatique et découvre qu’elle a une poche remplie d’air qui lui permet d’aller deux fois plus vite que les autres. C’est reparti pour la course ! Grâce à son super pouvoir, elle rattrape tout le monde et roule vers une victoire assurée.
- Vicky : Une ourse qui subit les moqueries de ses camarades à cause de sa tâche à l’œil. A l’occasion du défilé de création de mode des élèves, elle tente sa chance pour faire partie des modèles qui vont défiler, mais Flore ne la choisit pas au casting. Devenue Supertache, Vicky peut désormais mettre des taches de couleur où elle veut et le résultat est impressionnant.
- Harold : Un colibri tellement minuscule que toutes les activités sympas deviennent une galère : marquer un panier au basket, faire de la balançoire, jouer avec les " grands ". Il doit en plus subir les moqueries de ses camarades sur sa taille. Changé en Supermicrobe, sa taille microscopique devient un véritable atout : il peut se faufiler partout, faire du surf sur une voiture et même voler dans un avion en papier au milieu de la classe sans être repéré par la maîtresse.
- Teddy : Un dauphin qui mâche du chewing-gum en permanence. Cela énerve ses amis, surtout quand ses bulles explosent et salissent tout autour de lui. Comme lors de la répétition de la fanfare de l'école dont il se fait exclure. Transformé en Superchewinggum, Teddy fait des énormes bulles malléables à souhait : un avion, un vaisseau spatial, il peut tout faire...
- Elliot : Un crocodile maladroit qui n'assume pas ses fautes. Lors de la répétition d’un spectacle, il fait accidentellement tomber tous les instruments de musiques et le groupe est privé de concert car personne ne s’est dénoncé. En devenant Supercestpasmoi, il a le pouvoir de n’être jamais responsable de ses maladresses. Eliot en profite donc pour embêter ses amis sans être démasqué et faire changer d’avis la maîtresse pour maintenir le concert. Dans l'épisode "Supercoupelaparole", on apprend qu'il chante mal, alors que dans son épisode, il chante bien.
- Morgan : Un oiseau gris qui a la fâcheuse habitude de s’incruster partout, mettant son bec là où il ne faut pas. Ce qui a tendance à énerver ses camarades, et en particulier Monique qui le chasse de sa fête. Devenu Superincruste, il a la faculté de passer à travers les murs. Il en profite pour s’incruster en douce dans la fête et semer la zizanie. D'ailleurs, ses vêtements ressemblent beaucoup à ceux de Manu dans Titeuf.
- Léopoldine : Une lévrier persan brune très polie et distinguée, dont les bonnes manières provoquent les moqueries de Greg et Dolly. Seul Patrick semble l'apprécier. Léopoldine apparaît en tant que nouvelle élève dans la série (comme Henri/Riton de la saison 1). Elle devient Superbonnesmanières et peut rendre tout le monde poli et courtois dès qu'elle commet une bonne action tout en levant son petit doigt.
- Irvin : Un perroquet très bavard qui n'écoute jamais ce que les autres ont à lui dire et passe son temps à leur couper la parole. Il devient Supercoupelaparole et peut couper la voix de ses camarades à volonté. Il est capable de régler les problèmes avec Éliette et Marco lors d’un exposé.
- Gaby : Un aigle noir très rancunier qui ne pardonne jamais à ses camarades, même lorsque ceux-ci n'ont pas fait exprès de l'importuner. Devenu Superrancunier, il se retrouve affublé d'un boomerang magique qui, une fois lancé, ne lâche plus tous ceux dont il souhaite se venger.
- Isana : Une grenouille qui passe son temps à soupirer et qui ne finit jamais les activités qu’on lui propose. Du coup plus personne ne l’invite à jouer avec elle. Devenue Superjemennuie, elle pousse des soupirs surpuissants qui vont l’aider à retrouver l’estime de son meilleur ami Teddy, lors d’une course de bateau à voile sur le lac.
- Dimitri : Une souris perso et insouciant. Il refuse même de passer le ballon à son entourage car il joue seul et en solo, ce qui les gêne de l'exclure d'un tournoi de football. Il devient Superperso et son pouvoir est d’être capable de téléporter ses camarades pour qu’il obtienne le score.
- Victor : Un cheval blanc à la crinière blonde que tout le monde trouve adorable alors qu'il voudrait faire plus dur à cuire pour impressionner Flore. Il devient Supertropmignon et peut utiliser ses pouvoirs pour faire apparaître des choses mignonnes (cœurs, bonbons, sourires, arcs-en-ciel).
- Fiona : Une raton-laveur complexée par ses sourcils violets broussailleux qui s'accrochent partout, lui faisant obtenir le rôle de la sorcière dans la pièce de théâtre de Sylvain. Elle devient Supergrossourcils et peut utiliser la télékinésie uniquement en bougeant ses sourcils.
- Ben : Un hippopotame qui possède deux passions, le hockey et la danse classique. Cette activité peu commune pour un garçon, fait qu'il est rejeté lors d'un match de hockey. En devenant Superdanseurétoile, il peut utiliser la danse classique à sa guise lorsqu'il joue au hockey.
- Emeric : Un chat rose aux yeux jaunes qui est allergique à beaucoup de choses, l'empêchant de manger ce qui lui fait envie, sous peine de gonfler comme un ballon. Il devient Superallergique et peut faire gonfler tout ce qu'il touche.
- Martial : Un chat qui triche tout le temps. Il n'aime pas se concentrer sur son propre travail et tout le monde en a marre de sa mauvaise foi mais il se met en colère contre eux. Devenu Supertricheur, il est équipé de lunettes qui l'aident à voir à travers les éléments.
- Romane : Une chauve-souris qui veut tout essayer et ne finit jamais ce qu'elle commence ce qui énerve beaucoup sa meilleure amie Zaza. Elle devient Superdispersée et acquiert le pouvoir de courir à une vitesse incroyable pour faire toutes les activités qu'elle veut.
- Erwan : Un léopard précoce qui a tellement peur d'arriver en retard… qu'il arrive toujours super en avance, quitte à délaisser ce qu'il était en train de faire. Du coup il ne profite de rien, et encore moins de Laurana qui aimerait passer du temps avec lui. Devenu Superenavance, il peut compléter tous ses rendez-vous grâce à sa montre intelligente.
- Dolly : Une chienne qui a les cheveux bouclés, ce qui lui vaut toutes des moqueries de la part de Carmen, cette dernière tentant de la déstabiliser dans la course pour être déléguée de classe. Devenue Superbouclettes, Dolly découvre que ses boucles peuvent s'allonger à volonté et tout faire, pour la plus grande joie de ses camarades.
- Charlie : Une flamant rose qui aime beaucoup le sport mais qui a les os si fragiles qu'elle se casse quelque chose à la moindre activité sportive et que plus personne n'ose jouer avec elle. En devenant Superplâtre, elle est protégée de toutes blessures par une armure en plâtre et elle peut projeter du plâtre à volonté.
- Léonie : Un souris brune aux grands yeux jaunes que les autres refusent qu'elle vienne avec eux pour poser lors d'un concours de photo et ne veut pas d'elle à cause de ses grands yeux. Devenue Supergrosyeux, Léonie peut hypnotiser qui elle veut avec ses grands yeux et avec le pouvoir même d’empêcher Gros Loup et sa bande de voler la caméra pour son groupe de pose qu’elle impressionne.
- Félicia : Une loris lent super enthousiaste. Peut-être un peu trop, ce qui tend à saouler ses camarades. Devenue Supertropgéniale, Félicia peut enfin leur montrer le monde tel qu'elle le voit, grâce à des lunettes spéciales qui embellissent la réalité.
- Magali : Une capybara qui oublie tout ce qui lui est demandé, ce qui en fait l'habitude d'ennuyer ses camarades. En devenant Superjesaisplus, elle peut manipuler la mémoire de quiconque lui était demandée même lorsqu’elle avait sa présentation avec Julio en classe.
- Franck : Un Husky de Sibérie qui a une longue cicatrice qui court le long de son bras. Du coup il essaye de la cacher aux yeux de ses camarades qui n’hésitent pas à le traiter de balafré quand il la découvre sans faire exprès à la piscine. Devenu Supercicatrice, il peut envoyer des fils pour recoudre tout ce qu’il veut. Il devient ainsi le chef des pirates après avoir cousu un super galion en frites flottantes.
- Gaëtan : Un greyhound riche mais gâté qui obtient tout ce qu'il veut car ses parents ont beaucoup d'argent. Ses caprices agacent ses camarades et l’exclut de leur course de karting. Il devient Superpourrigâté et il a le pouvoir de transformer n'importe quoi en un objet de luxe très coûteux.
- Marilou : Une souris qui adore tellement les contes de fée qu’elle s’y croit un peu trop : vêtue d’une robe de princesse et d’une baguette magique, elle a du mal à vivre dans la « vraie vie » et subit les quolibets de ses camarades. Devenue Superprincesse, elle découvre que sa baguette est devenue vraiment magique et peut transformer ainsi qui elle veut en personnage de contes de fée.
- Marthe : Une guenon qui ne peut s’empêcher de faire sa maîtresse avec tout le monde, leur donnant des ordres et leur distribuant des bons points quand elle estime qu’ils ont bien fait. Lors d’une soirée camping au bord du lac, elle excède tellement ses camarades qu’elle se retrouve toute seule à camper de son côté. Devenue Superfaitsamaîtresse, elle peut envoyer des bons points magiques sur ses camarades.
- Zacharie : Un lapin qui ne veut pas grandir : il se comporte parfois comme un bébé et ne se sépare jamais de son doudou. Du coup tout le monde se moque de lui et il peine à trouver sa place au milieu de ses camarades. En devenant Superbébé, il peut rendre n'importe qui aussi puéril et bébé qu'il le souhaite.
- Zélie : Une oie qui est la meilleure amie de Vicky, mais elle déteste faire en sorte qu'elle devienne amie avec quelqu'un d'autre. Sa jalousie est tellement insupportable que Vicky la rejette. Elle devient Supermeilleureamiedumonde, elle peut aimanter ou désaimanter l’amitié de qui elle veut.
- Joseph : Un hamster collectif qui collectionne tout ce qu'il aime mais il le prend très au sérieux pour ses collections de ses cartes choupinou. Devenu Supercollectionneur, il utilise son pouvoir pour rassembler n'importe quel objet dans son sac magique afin de compléter ses collections et d'impressionner son copain Erwan.
- Clément : Un rottweiler orange grand et fort et qui adore embêter ses camarades. Si ça l’amuse beaucoup, ça fait beaucoup moins rire ses camarades qui ne le supportent plus. Humilié par Lucille à un entraînement d'aïkido à l'école, il se cache de honte et se transforme alors en Superembrouille. Il se retrouve affublé d’un petit nuage de brume dans lequel il peut se cacher et continuer à embêter ses camarades sans qu’ils ne le voient.
- Pierre : Un rongeur qui prétend être malade partout mais il exagère tout le temps et qui a tendance à agacer ses camarades à cause de son éternuement fou. Il devient Supermalpartout et découvre qu’il est vraiment malade grâce à son pouvoir de contaminer qui il veut. (à ne pas confondre avec Pierre le chien qui se transforme en Supercoulapic dans la première saison)
- Raphaël : Un bouledogue qui ne cesse de dire des gros mots (ou des mots familiers chez nous) qui sortent de sa bouche. Bien que ces mots ne soient pas un langage fortement inapproprié, ses amis sont toujours irrités par lui. Lorsqu'il devient Supergrosmots, il peut transformer ses jurons en monstres.
- Maïwenn : Une sorte d'oiseau bleu qui aime la musique mais qui finirait par être trop bruyante avec ce qu'elle trouve ailleurs. Sans compter qu'elle a l'intention de taper sur les nerfs de ses camarades, ce qui les fait gémir. Devenue Supermusicienne, elle est équipée et affublée d’une flûte enchantée capable d’attirer plusieurs objets comme des animaux.
- Lison : Une hyène qui a un rire incontrôlable perturbant tout le monde, notamment lors de l'atelier de cirque où elle déclenche une catastrophe en chaîne. Devenue Superdrôlederire, elle a le pouvoir de faire exploser tout ce qu'elle veut en riant. Elle revient alors au cirque pour y réaliser des numéros extraordinaires.
- Lucille : Une sorte d'oiseau noire qui passe son temps à commenter tout ce qu’elle fait en chantonnant, ce qui finit à la longue par agacer les oreilles de ses camarades. Devenue Superchantetoutletemps, Lucille a la capacité de faire chantonner tout le monde. La cour de récré se transforme bientôt en immense comédie musicale. Dans "Superembrouille", on apprend que, elle et son père, sont champions d'aïkido, ce qui explique pourquoi elle a mis au tapis Clément lors d'un entraînement d'aïkido à l'école. On apprend également qu'elle est amoureuse de Clément dans Superdittout.
- Alban : Une grenouille qui a les mains couvertes de verrues, mais qui refuse de les faire enlever par peur de souffrir. Résultat : personne ne veut être en contact avec lui ou avec ce qu’il touche. Lors d’une chasse au trésor, il se fait exclure par ses coéquipiers qui refusent de lui passer la carte et la boussole. Devenu Superverrue, il découvre que ses verrues font office de GPS, s’allumant en rouge et bleu pour le guider ou l’avertir du danger.
- Stéphanie : Une beagle brun qui ne jure que par son grand frère Florent : c’est le plus fort, le plus intelligent, le plus protecteur… Mais lorsque ce dernier revient de vacances, il n’est plus le même et snobe un peu sa petite sœur qui perd toute crédibilité. Devenue Supermongrandfrère, Stéphanie peut faire apparaître un faux grand frère fantasmé qui va épater ou va mettre la pâtée à ceux qui parlent en mal de lui.
- Charlotte : Une bobtail grise qui est daltonienne. Ses camarades ne le savent pas, ce qui fait qu'elle est souvent dans l'embarras à l'école. À cause de son trouble, elle se fait rejeter par Gaby et Jade, qui ont appris son secret à cause de Léonie. Devenue Superdaltonienne, elle a en sa possession une bombe de peinture blanche qui efface les couleurs.
- Léon : Un dauphin qui a un QI supérieur à la moyenne : il finit ses interros avant tout le monde, connait tout sur tout, gagne tout le temps aux échecs… bref il fait des jaloux. Lorsque sa meilleure amie Maïwenn apprend qu’il va sauter une classe, son cœur se brise et Mélinda l’exclue de leur chasse au trésor. Devenu Superpetitgénie, Léon se découvre alors la capacité de partager ses connaissances en les « sortant » de son cerveau sous forme de fiches transparentes. Idéal pour aider sa meilleure amie Maïwenn dans sa quête du trésor et retrouver son estime.
- Yasmine : Une brebis qui a la tête dans les nuages. Elle ne peut s’empêcher de rêvasser à longueur de journée, ce qui lui créait de nombreux problèmes. Elle rate ainsi une sortie au théâtre avec Erwan a qui elle avait promis de venir. Devenue Superrêveuse, elle contrôle les nuages et les transforme à volonté. De quoi épater Erwan et l’emmener dans le ciel sur son petit nuage à elle.
- Suzanne : Une rongeur qui a trois grandes sœurs ayant des vieux vêtements. Elle hérite toujours de leurs habits et ne peut rien porter de neuf. Devenue la risée de Flore qui, elle, est à la pointe de la mode, et la traite de ringarde, elle se transforme en Superpasàlamode. Elle a le pouvoir de rendre tout vieillot : objets, habits, mais aussi camarade qui se seraient un peu trop moqué d’elle. Flore n’a qu’à bien se tenir…
- Maël : Un rongeur paranoïaque qui pense que tout le monde parle de lui dans son dos, que la maitresse leur ment quand elle dit que 3 et 3 font 9, etc. Bref, ses angoisses gâchent sa vie, mais aussi celle de ses camarades qui en ont marre qu’il croit n’importe quoi. Devenu Superparano, il se rend compte que tout ce qu’il croit être vrai se réalise.
- Élie : Un lémurien qui adore faire des câlins à tout le monde. Avec ses grands bras, il serre tous ceux qui ont besoin de réconfort, d’affection… mais aussi ceux qui n’en veulent pas. Devenu Supercalin, ses câlins magiques ont le pouvoir de résoudre tous les problèmes.
- Mathéo : Un ours blanc qui en veut toujours plus ! Des tours d’auto-tamponneuses, des boules de glace, de comics… Bref, ses excès agacent. Devenu Superencore, il se découvre la capacité de dupliquer ce qu’il veut à volonté.
- Loïc : Un chat gris qui est tout le temps désolé pour tout. Il ne peut s’empêcher de s’excuser, même lorsqu’il n’a rien fait. Son manque de confiance en lui le mène parfois dans de drôle de pétrins. Devenu Superdésolé, Loïc découvre que chaque fois qu’il dit désolé, il arrange les choses.
- Stan : Un paresseux lent qui traîne des pieds tout le temps. Devenu Supertrainelespieds, il peut aller très vite avec ses pieds.
- Gaspard : Une sorte de lion qui, en apparence, est parfait : il est poli, bien habillé, intelligent, courtois… Tantôt il est l'idole de ses camarades, tantôt il les agace. Devenu Superparfait, il est doté d'une super force et peut voler (à ne pas confondre avec Gaspard, le chat qui se transforme en Superpudépié dans la première saison). Il apparaît dans l'épisode spécial : La Guerre des Super. On remarque qu'il est coiffé et habillé comme Tintin.
- Bao : Une chèvre brune, introduite en tant que nouvelle élève, qui dit se ficher de tout. Changée en Superjemenfiche, elle peut se faire réaliser la chose qu'elle veut en commençant sa phrase par "Je m'en fiche…" Elle apparaît dans l'épisode spécial : La Guerre des Super.
- Thierry : Un chien qui répond toujours non. Devenu Supernon, il se rend compte que chaque fois qu’il répond "Non !", il fige les autres sur place. Idéal pour s’incruster dans des endroits interdits afin d’en faire profiter ses camarades.
- Diego : Un gorille qui est très joueur et qui adore faire des paris sur tout et sur rien : en sport, en classe, à la récré, il saoule ses amis qui s’en fichent un peu de ses paris souvent débiles. Devenu Superjeteparie, il peut réussir les paris les plus insensés, épatant enfin ses camarades.
- Johanne : Une fennec qui n’aime pas le changement. Tout ce qui sort de sa petite routine l’angoisse. Du coup, lorsque la neige arrive plus tôt que prévu, c’est la panique. Devenue Superchangerien, elle peut faire revenir les choses comme avant en fermant les yeux. Elle semble assez proche de Jimmy.
- Max : Un cochon qui a un problème de peau. Très pâle, il ne supporte pas d’être exposé trop longtemps au soleil. Du coup tout le monde l’appelle le vampire. Le pauvre est condamné à rester dans l’ombre. Devenu Superpalôt, le voilà enfin dans la lumière ! Il peut contrôler les rayons du soleil pour, au choix, refléter, griller, éclairer ce qu’il veut. Marie est amoureuse de lui.
- Emma : Une souris qui veut toujours prouver à tout le monde qu’elle sait faire, et refuse tout aide… même quand elle n’y arrive pas. Devenue Superjesaisfaire, elle hypnotise les autres, leur faisant croire qu’elle sait effectivement tout faire toute seule.
- Rosie : Une ânesse grise sans filtre qui ne supporte pas le mensonge et l’hypocrisie, et estime qu’il faut tout dire, même lorsque son avis blesse ses camarades. Par conséquent, elle se fait souvent rejeter et en souffre. Devenue Superdittout, elle a le pouvoir de faire résonner les pensées des autres en disant : "Quel(le) hypocrite !".

### Ceux qui n'ont "pas de super-pouvoir"

#### La meute de Gros-Loup (les méchants)
- Gros-Loup : Un loup embêteur, moqueur et parfois racketteur. Chef de sa propre bande, il porte une casquette rouge qu'il n'enlève jamais et arbore toujours un air agressif. Il semble être légèrement plus grand en termes d'âge que ses autres camarades qu'il appelle souvent tous ou presque "minus". Lors des premiers épisodes, il montre un côté quelque peu dragueur et immature, notamment avec Natacha puis avec Vanessa, la grande sœur de Gaspard. Bien que ce soit extrêmement rare, il lui arrive parfois de reconnaître ses torts. Son père travaille dans la démolition et est aussi cruel que son fils. Il se montre assez complice avec Riton/Henri, Axel, Antonin, Jimmy, Lucien et Carmen dans quelques épisodes. Dans l'épisode spécial des Minijusticiers de 2011, il se change en Superchapardeur où il téléporte des objets à lui.
- Dédé : Un pitbull au blouson rouge, Il traîne très souvent avec Gros-Loup en tant que bras droit mais aussi souffre-douleur. Malgré sa petite taille, il montre une attitude assez agressive dans beaucoup d'épisodes bien qu'en réalité il soit le plus « sympa » et le plus benêt de toute la bande. On le voit souvent traîner avec les Minijusticiers montrant qu'il n'est pas si méchant. Il a un secret : Il est sous l'emprise de Gros-Loup mais aimerait beaucoup se faire des amis. Dans l'épisode spécial des Minijusticiers de 2011, il se transforme en Supertropintelligent où il devient très intelligent.
- Dino : Un dinosaure, c'est le principal « gros bras » de la bande mais pas le plus intelligent. On apprend dans un épisode de la Bande des Minijusticiers qu'il est secrètement fan de Ricky Lover. Dans l'épisode spécial des Minijusticiers de 2011, il devient Superdentsquibrillent où il aveugle les garçons et charme les filles. Il apparaît dans le livre des Minijusticiers de 2003 avec une forme et des vêtements différents.
- Sacha : Un gros rat racketteur. Il lui arrive de traîner avec la Bande à Gros-Loup mais on le voit fréquemment agir en solo. Comme Gros-Loup, il semble être le plus âgé de tous les élèves. Un des épisodes de la Bande des Minijusticiers nous permet d'en apprendre plus sur lui : Sacha a tendance à s'énerver trop vite et à s'en prendre à plus faible que lui. Son comportement et ses actes lui risquent l'expulsion et d'être placé au pensionnat et à la maison de correction. Il demande de l'aide à la Bande des Minijusticiers car il ne veut pas être séparé de sa mère et il veut devenir un héros pour échapper a la maison de correction. Dans l'épisode spécial des Minijusticiers de 2011, il devient Superlonguequeue, pouvant accroître la taille de sa queue. Il apparaît dans le livre des Minijusticiers de 2003. On ne sait pas ce qui est devenu son père qui est inconnu (probablement divorcé, soit décédé).
- Rhino: Un rhinocéros malveillant apparaissant dans la saison 1.
- Yves/Yacouba : Un chacal blond, il demande de l'aide a Gros-Loup dans la saison 1, de nature bagarreur.
- Rocky/Damien : Un mulot de petite taille, dont le pelage est d'un bleu inhabituel, se distingue par un caractère moqueur et belliqueux. Il manifeste une affection particulière envers les personnages de Gros-Loup et Dédé. Apparu dans la première saison de la série, il fait une nouvelle apparition dans l'épisode de Noël de la seconde saison, intitulé Le Gang Masqué, où il se joint au chœur formé par Lucien et Jean-Loup.

#### Autres personnages
- Le directeur : Un chien se montrant particulièrement grincheux et intransigeant.
- La maîtresse : Un mouton bleu qui est parfois gentille et compréhensive, parfois sévère et intransigeante. (à noter qu'elle ressemble à Josiane Biglon, la maîtresse dans Titeuf) Elle apparaît dans le livre des Minijusticiers de 2003.
- Le boucher : Un morse très gentil qui est craint par les enfants pour son chien agressif qui aboie tout le temps.
- Le chien du boucher : Un chien des fois assez méchant tenu en laisse. À chaque fois qu’une personne s'approche, il n'hésite jamais à lui aboyer dessus. Mais ses menaces se retournent toujours contre lui.